# Girvan Yuddha Bikram Shah Dev
Girvan Yuddha Bikram Shah Dev (Basantapur, 19 d'octubre de 1797 - Ibidem, 20 de novembre de 1816) va ser rei del Nepal des de l'abdicació de son pare, el rei Rana Bahadur Shah, fins a la seua mort a l'edat de 19 anys. El seu curt regnat va estar ple de grans i transcendents esdeveniments que van marcar la història del seu país.
Sa mare, Kantavati Devi, era una jove vídua d'una família Brahman. El rei, tot i tindre dos esposes i hereus al tron, es va enamorar bojament d'ella i no va cessar fins a fer-la la seua esposa. Ella va posar com a condició per a casar-se amb ell que si tenien un fill fóra el proper rei del Nepal. Això contradeia la norma de successió que va establir Prithvi Narayan segons la qual l'hereu al tron havia de ser el fill home de major edat, ja que Rana Bahadur ja tenia un fill de la seua segona esposa. No obstant això, Rana Bahadur va accedir trencant esta norma i canviant amb això el curs de la història. A l'any de casar-se va nàixer Girvan Yuddha i abans de complir els dos anys la mare va convèncer el rei perquè abdiqués a favor del seu fill.
A causa de la seua curta edat, la segona dona del seu pare, la reina Suvarnaprabha, va assumir la regència fins que va morir a la pira funerària del seu marit seguint el ritual Sati quan aquest va ser assassinat. A partir de llavors el poder es va concentrar en mans de Bhimsen Thapa qui va governar el país durant tres dècades com a primer ministre mentre el rei Girvan Yuddha es trobava reclòs a palau. Durant aquest temps l'esposa més jove del seu pare i única supervivent, la reina Tripurasundari, va tenir la regència.
Girvan Yuddha va ser casat molt jove amb dos xiques encara més joves. Una d'elles va tenir un fill quan probablement tenia quinze anys. Encara que la família reial vivia entre la parets del palau Hanuman Dhoka hi havia un hereu al tron pel que la continuïtat de la dinastia Shah estava garantida.
Girvan Yuddha va morir als 19 anys de verola. Les estrictes regles de successió van convertir al fill de tres anys Rajendra Bikram Shah en el nou rei del Nepal.
Durant el seu regnat es va signar el tractat de Sugauli el 4 de març de 1816. El Nepal perdia Sikkim (inclòs Darjeeling), el territoris de Kumaon i Garhwal, i la major part de les terres de Tehri. El riu Mechi es va convertir en la nova frontera est i el Sarda en la oest. La Companyia Britànica de les Índies Orientals hauria de pagar 200.000 rúpies anuals per a compensar la pèrdua d'ingresos.